# Lindauer Evangeliar

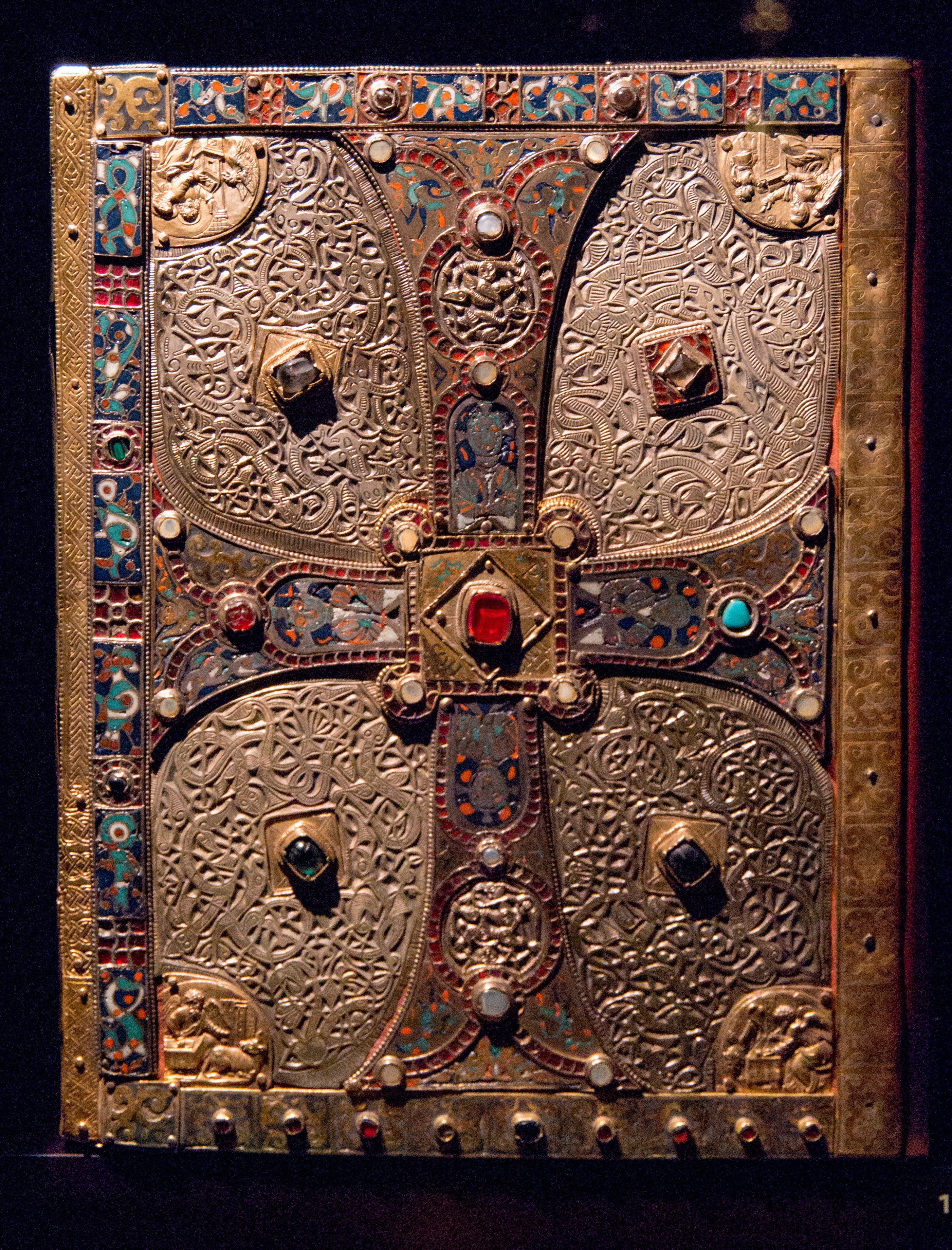
Buchdeckel des Lindauer Evangeliars (Rückseite)

Das Lindauer Evangeliar ist ein in der zweiten Hälfte des 9. Jahrhunderts im Kloster St. Gallen entstandenes Evangeliar, dessen aufwändiger Prachteinband zu den herausragenden Goldschmiedearbeiten des frühen Mittelalters gehört. Das Buch war ursprünglich im Besitz des Damenstiftes „Unserer Lieben Frau unter den Linden“ in Lindau im Bodensee und befindet sich jetzt, unter der Signatur Ms. M. 1, im Bestand der Pierpont Morgan Library in New York.

## Beschreibung
Der Buchblock des Lindauer Evangeliars besteht aus 224 Seiten aus Vellum, einem feinen Pergament aus dünner Kalbshaut. Die Seiten haben ein Format von 320 × 253 Millimetern und sind einspaltig mit je 21 Zeilen in karolingischer Minuskel beschrieben. Der Text ist in lateinischer Sprache verfasst. Die Dekoration besteht aus vier Titeln und vier Incipits in Gold auf purpur eingefärbtem Pergament sowie 12 Kanontafeln in Gold und Silber auf violettem Hintergrund, sowie zwei Schmuckseiten.

### Bucheinband
Der Einband hat ein Format von 344 × 262 mm. Die Buchdeckel bestehen aus Edelmetall und sind mit mehr als 350 Edelsteinen, Schmucksteinen und Perlen besetzt. Die heutige Fassung des Einbandes geht auf Arbeiten aus mehreren Jahrhunderten zurück. Die Prunkdeckel aus Edelmetall sind auf je einem Holzbrett aufgebracht. Der vordere Einbandspiegel mit dem Vorsatz sind mit gemusterter byzantinischer Seide, der hintere Einbandspiegel mit dem Vorsatz sind mit islamischer Seide aus dem 8. bis 10. Jahrhundert bezogen.

### Frontdeckel
Der Frontdeckel entstand etwa um 870 n. Chr., vermutlich in einer westfränkischen Werkstatt im Umfeld des Hofes Karls des Kahlen. Er wurde von mindestens drei verschiedenen Goldschmieden geschaffen. Er besteht aus getriebenem Goldblech, mit Filigranauflagen, sowie zahlreichen Edelstein- und Perleneinlagen. Zentrales Element ist ein gleichschenkliges und geradearmiges Kruzifix mit einer frontalen, bartlosen Christusdarstellung. Über dessen Kopf ist eine quadratische Tafel mit der lateinischen Inschrift Hic est rex Judeorum, darüber sind zwei trauernde Personen in kauernder Haltung dargestellt. Der Rand des Kreuzes ist durch einen schmalen, mit Edelsteinen besetzten Steg abgegrenzt. Die freien Felder zwischen den Kreuzarmen werden von mittig angeordneten Medaillons aus großen Edelsteinen geziert, die von kleineren Edelsteinen und Perlen umrahmt sind. In den darüber und darunter liegenden Feldern sind schwebende Engel dargestellt. Die Randleisten des Deckels werden durch drei Reihen eingefasster Edelsteine und Perlen geziert. Mit seiner extensiven und prachtvollen Ausstattung gehört dieser Buchdeckel zu den wichtigsten Goldschmiedearbeiten in der Bucheinbandkunst des frühen Mittelalters.

### Rückdeckel
Der Rückdeckel entstand etwa in den Jahren 750 bis 800 n. Chr. vermutlich in einer alemannischen Werkstatt im Salzburger Raum. Dieser unterscheidet sich stilistisch stark vom Frontdeckel. Der Deckel besteht aus vergoldetem, graviertem Silber, mit Emailleeinlagen aus Edelsteinen und Emaille. Der Buchdeckel bildete ursprünglich den Deckel eines älteren Buches und wurde erst in Zweitverwendung als Rückdeckel an das kleinere Lindauer Evangeliar angebracht, wofür der Deckel in seiner Größe angepasst werden musste. Im 16. Jahrhundert wurde er um weitere Grubenschmelzeinlagen ergänzt. Zentrales Gestaltungselement des Rückens ist ein Tatzenkreuz, dessen Arme bis an die Randleisten reichen. Die Kreuzbalken sind mit Ornamenten in Form von stilisierten vierfüßigen Tieren und Vögeln ausgefüllt und zeigen an den Kreuzungspunkten der Arme vier Brustbilder von Heiligen aus weiß-blauer Emaille. Das Zentrum des Kreuzes ziert ein quadratisches Feld, das rautenförmig abgeteilt ist, mit einem zentralen Edelstein. In den vier Ecken des Quadrates sind die Akronyme IHS, XPS, DNS und NOS angebracht. Die freien Felder zwischen den Kreuzarmen sind durch Flechtbandornamente im germanischen Tierstil flächig ausgefüllt. Die in den vier Ecken eingefügten Evangelisten wurden erst im Jahre 1594 anstelle der dort ursprünglich vorhandenen ornamentalen Verzierungen angebracht. Die Randleisten des Deckels zieren floral anmutende Verzierungen sowie stilisierte Tierdarstellungen.

## Geschichte
Das Lindauer Evangeliar wurde in den 880er bis 890er Jahren im Kloster St. Gallen geschrieben, illuminiert und auch gebunden. Als Schreiber und Illustrator wird ein Künstler namens Folchard vermutet. Es ist unklar, wann das Buch in den Besitz des zwischen 817 und 822 gegründeten Damenstifts in Lindau gelangte. Der erste sichere Nachweis stammt aus dem 16. Jahrhundert. Im Zuge der Säkularisation ging das Lindauer Evangeliar im Jahre 1803 an die Baronin Antoinette von Enzberg. Nach ihrem Tode verkauften es ihre Erben an Joseph von Laßberg, der es 1846 über den Mittelsmann Henry G. Bohn an Bertram, 4. Earl of Ashburnham verkaufte. Dieser verkaufte es 1901 auf Vermittlung von Junius S. Morgan für umgerechnet 200.000 Mark an John Pierpont Morgan; so wurde es Teil der Pierpont Morgan Library.